# Municipio de Brooklyn (Dakota del Norte)
El municipio de Brooklyn (en inglés: Brooklyn Township) es un municipio ubicado en el condado de Williams en el estado estadounidense de Dakota del Norte. En el año 2010 tenía una población de 27 habitantes y una densidad poblacional de 0,29 personas por km².

## Geografía
El municipio de Brooklyn se encuentra ubicado en las coordenadas 48°14′2″N 103°16′14″O / 48.23389, -103.27056. Según la Oficina del Censo de los Estados Unidos, el municipio tiene una superficie total de 92.28 km², de la cual 92,26 km² corresponden a tierra firme y (0,02 %) 0,02 km² es agua.

## Demografía
Según el censo de 2010, había 27 personas residiendo en el municipio de Brooklyn. La densidad de población era de 0,29 hab./km². De los 27 habitantes, el municipio de Brooklyn estaba compuesto por el 100 % blancos. Del total de la población el 0 % eran hispanos o latinos de cualquier raza.